# Lijst van voetbalinterlands Anguilla - Antigua en Barbuda
Deze lijst van voetbalinterlands is een overzicht van alle officiële voetbalwedstrijden tussen de nationale teams van Anguilla en Antigua en Barbuda. De landen speelden tot op heden drie keer tegen elkaar. De eerste ontmoeting was een kwalificatiewedstrijd voor de Caribbean Cup 1998 op 18 april 1998 in Saint John's. Het laatste duel, een kwalificatiewedstrijd voor de Caribbean Cup 2014, werd gespeeld op 3 september 2014 in Saint John's.

## Wedstrijden
| № | Plaats       | Datum             | Competitie                      | Wedstrijd                     | Uitslag |
| - | ------------ | ----------------- | ------------------------------- | ----------------------------- | ------- |
| 1 | Saint John's | 18 april 1998     | Caribbean Cup 1998 kwalificatie | Antigua en Barbuda − Anguilla | 7 − 0   |
| 2 | Saint John's | 20 september 2006 | Caribbean Cup 2007 kwalificatie | Antigua en Barbuda − Anguilla | 5 − 3   |
| 3 | Saint John's | 3 september 2014  | Caribbean Cup 2014 kwalificatie | Antigua en Barbuda − Anguilla | 6 − 0   |

## Samenvatting
| Competitie                 | Totaal gespeeld | Winst Anguilla | Gelijk | Winst Antigua en Barbuda | Doelsaldo Anguilla – Antigua en Barbuda |
| -------------------------- | --------------- | -------------- | ------ | ------------------------ | --------------------------------------- |
| Caribbean Cup-kwalificatie | 3               | 0              | 0      | 3                        | 3 − 18                                  |
| Totaal                     | 3               | 0              | 0      | 3                        | 3 − 18                                  |

Wedstrijden bepaald door strafschoppen worden, in lijn met de FIFA, als een gelijkspel gerekend.